# Маунт-Маллиган (Квинсленд)
Маунт-Маллиган (англ. Mount Mulligan) — бывший шахтёрский город, а ныне сельский населённый пункт в графстве Мариба, штат Квинсленд, Австралия. В переписи 2021 года в населенном пункте Маунт-Маллиган было «нет людей или очень мало населения».
Здесь произошла катастрофа на шахте Маунт-Маллиган, самая страшная катастрофа на шахте в Квинсленде.

## География
Несмотря на то, что Маунт-Маллиган по-прежнему официально зарегистрирован, сейчас это город-призрак: единственное кладбище, единственный жилой дом, единственная дымовая труба и заросшие остатки некогда оживлённых горных работ и электрогенератора.
Близлежащие города — Джулаттен, Димбулах, Маунт-Карбайн и Маунт-Моллой.

## История
Горный хребет из конгломератов и песчаника известен местным жителям племени джунганов как Нгаррабулган. Джунганы начали жить на горе около 40 000 лет назад, но перестали разбивать на ней лагеря около 600 лет назад. Хребет был назван Маунт-Маллиган в честь старателя Джеймса Вентура Маллигана его коллегами по экспедиции 1874 года, искавшими золото на реке Ходжкинсон. Позднее название Маунт-Маллиган было дано городу, выросшему в тени уступа хребта.
Уголь в городе добывали из шахт, прорытых в пермском слое в пределах скалы или уступа большого 18-километрового (11 миль) x 6,5 км (4,0 миль) отдельно стоящего массива конгломератов и песчаников (возвышающегося на 400 метров над городом). С 1910 года и до 19 сентября 1921 года, когда в результате подземного взрыва погибли 75 шахтёров (все шахтёры города), он был шахтёрским городком. Шахта закрылась, но вновь открылась в 1923 году и продолжала добычу до 1957 года, когда гидроэлектрическая схема устранила необходимость в угле.
Почтовое отделение Маунт-Маллиган открылось к июлю 1914 года (приёмное отделение работало с 1907 года) и закрылось в 1959 году. Железнодорожное почтовое отделение в Маунт-Маллигане работало с 1916 по 1920 год.
Железная дорога Чиллагоу соединяла Маунт-Маллиган с Димбулахом. Она была открыта 7 апреля 1915 года и официально закрыта в январе 1958 года.

## Демография
По данным переписи 2006 года, население населенного пункта Маунт-Маллиган и его окрестностей составляло 55 человек.
По данным переписи 2016 года, в населённом пункте Маунт-Маллиган «нет людей или очень мало людей».
В переписи 2021 года в населённом пункте Маунт-Маллиган «нет людей или очень мало людей».

## Образование
В Маунт-Маллигане нет школ. Ближайшая начальная и средняя школа (P-10) находится в государственной школе Димбула (Dimbulah State School) в Димбуле (Dimbulah) к югу, но она будет слишком удалена от многих районов Маунт-Маллигана. Средней школы до 12-го класса поблизости нет. Варианты — дистанционное обучение и школа-интернат.